# Nickmossa
Nickmossa (Pohlia nutans) är en bladmossart som beskrevs av Lindberg 1879. Nickmossa ingår i släktet nickmossor, och familjen Bryaceae. Arten är reproducerande i Sverige. Inga underarter finns listade i Catalogue of Life.

## Bildgalleri

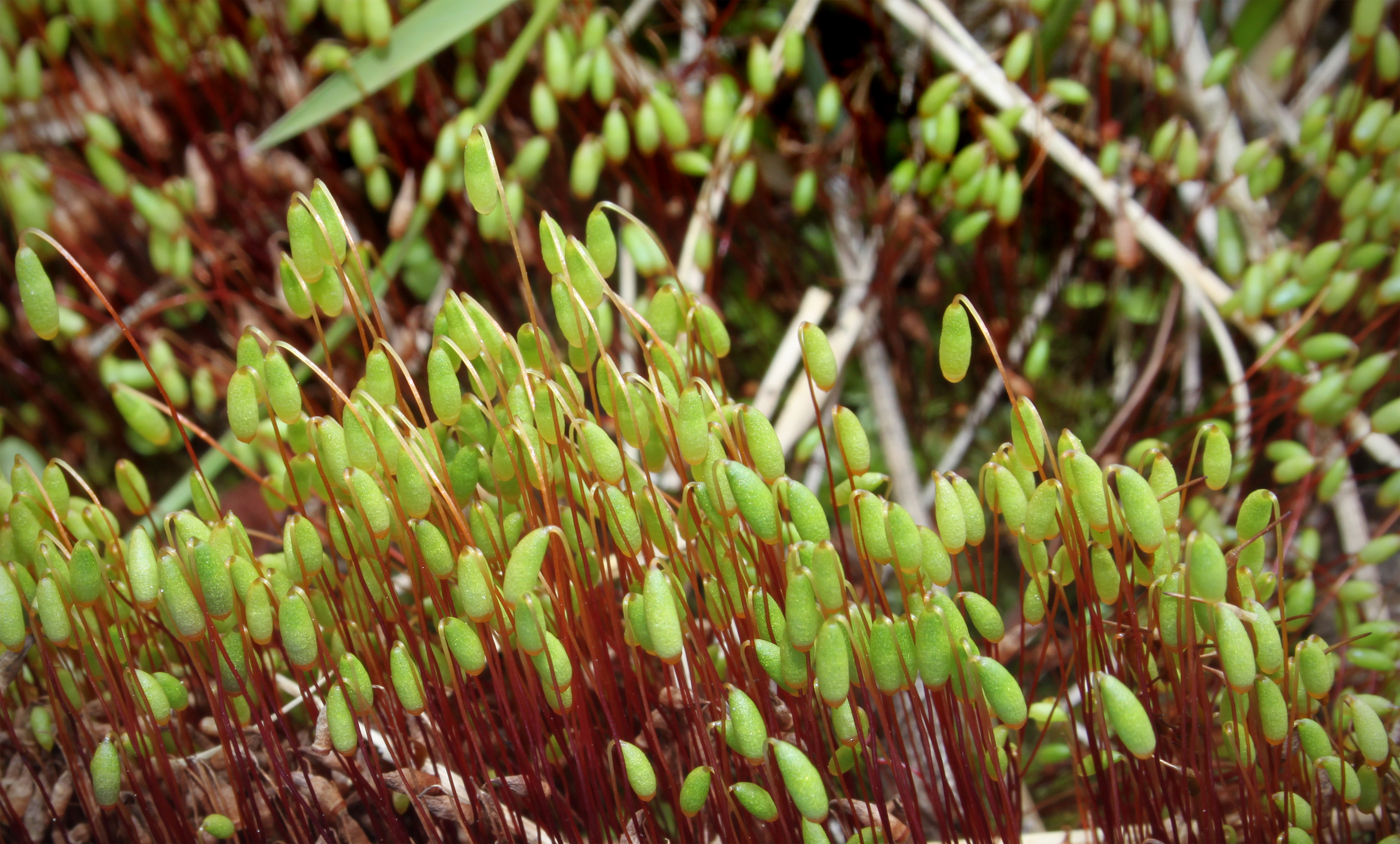